# Ярославский вестник
«Ярославский вестник» — общественная и литературная газета, выходившая в Ярославле с июня 1904 года по февраль 1906 года. Продолжение газеты «Ярославский посредник», учрежденной и выпускавшейся журналистом Николаем Васильевичем Верховым.

## Редактор и издатель Николай Верховой
Николай Васильевич Верховой (? — 1912) — родом из крестьян Любимского уезда. С 1880 г. работал в Ростове у купца и краеведа А. А. Титова, заведовал его главной конторой. Начал публиковать статьи о социальных проблемах и несправедливостях. Верховой считал себя защитником народа «от массы разнородных пиявок». Это был человек болезненно-нервный, неуживчивый, с сильно развитым самомнением. Писал в ярославские, поволжские, московские и петербургские издания.
10 июня 1901 г. Верховой открыл в Москве газету — «Московский посредник» — бесплатный листок справок и объявлений, вышло всего 5 номеров. Затем он перенес издание в Ярославль, поменяв название на «Ярославский посредник». В 1903 году выпустил довольно поверхностный очерк о древнейшей истории Ярославля. В 1909 году работал конторщиком в ярославской газете «Голос», а затем уехал в Пензу, где работал в типографии и умер от туберкулеза легких.

## «Ярославский посредник»
«Ярославский посредник» — листок справок и объявлений. Его подписная цена за год составляла 2 рубля за год с доставкой на дом, практиковалась и бесплатная раздача газеты, развеска на городских рекламных столбах. Верховой начал издавать газету, не имея поддержки предпринимателей, не располагая страховочным капиталом. Основной доход издатель рассчитывал получить от рекламодателей, но этот план себя не оправдал.
Газета должна была выходить 2-6 раз в неделю. Предполагалось вести рубрики «Губернская хроника» и «Фельетон». 17 октября 1902 года Н. Верховому было разрешено открыть типографию в Ярославле (один скоропечатный американский станок Кенига и Бауэра). В 1903 году в Ярославле прошла межрегиональная выставка русского севера — «Северный край»; Верховой поместил в газете путеводитель — «Справочник туриста». Тираж «Посредника» поднялся с 500 до 1000 экземпляров.
ода
В конце декабря 1903 года газета была преобразована в общественную и литературную.

## «Ярославский вестник»
С конца июня 1904 года у газеты изменилось название на «Ярославский вестник». В обращении к читателям редактор объявил, что издание будет беспартийным, он планировал освещать проблемы городского, земского самоуправления и частные инициативы. Открывая страницы газеты всем желающим, редактор не обещал гонорара: «великая сила гласности лучшим образом вознаградит его за благородные побуждения, направленные к достижению возможного общего блага».
В первый год издания его тираж поднялся до 2000 экземпляров. «Ярославский вестник» пытался составить в Ярославле конкуренцию газете «Северный край», но приносил одни убытки. Верховой трудился в одиночку, не имея сотрудников, работая почти круглосуточно. В ноябре 1904 года он заболел малярийной лихорадкой, однако продолжал работу. Последний номер «Ярославского вестника» вышел 28 февраля 1906 года, редактор-издатель благодарил читателей, извинился за финансовую неуспешность. Решение отказаться от реализации проекта мотивировалось и тем, что в Ярославле на хорошей финансовой базе начинала выходить газета «Северянин». Верховой продал типографское оборудование редакции «Северянина».